# Alexander Brook

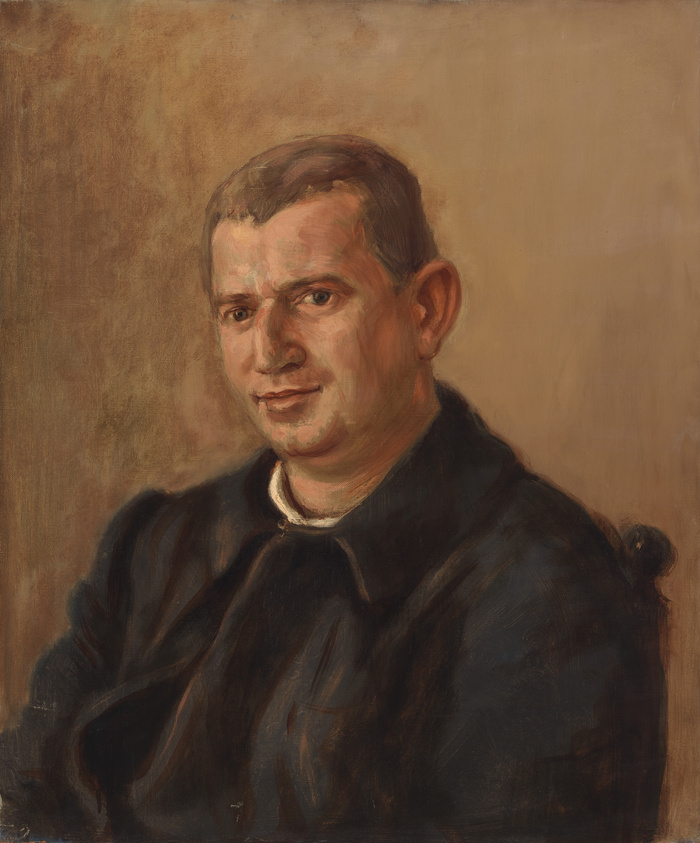
Alexander Brook porträtiert von Reginald Marsh

Alexander Brook (* 14. Juli 1898 in Brooklyn, New York; † 26. Februar 1980 in Georgia) war ein US-amerikanischer Maler und Kunstkritiker. Er wurde vor allem für seine in der ersten Hälfte des 20. Jahrhunderts geschaffenen figurativen Werke bekannt.

## Leben

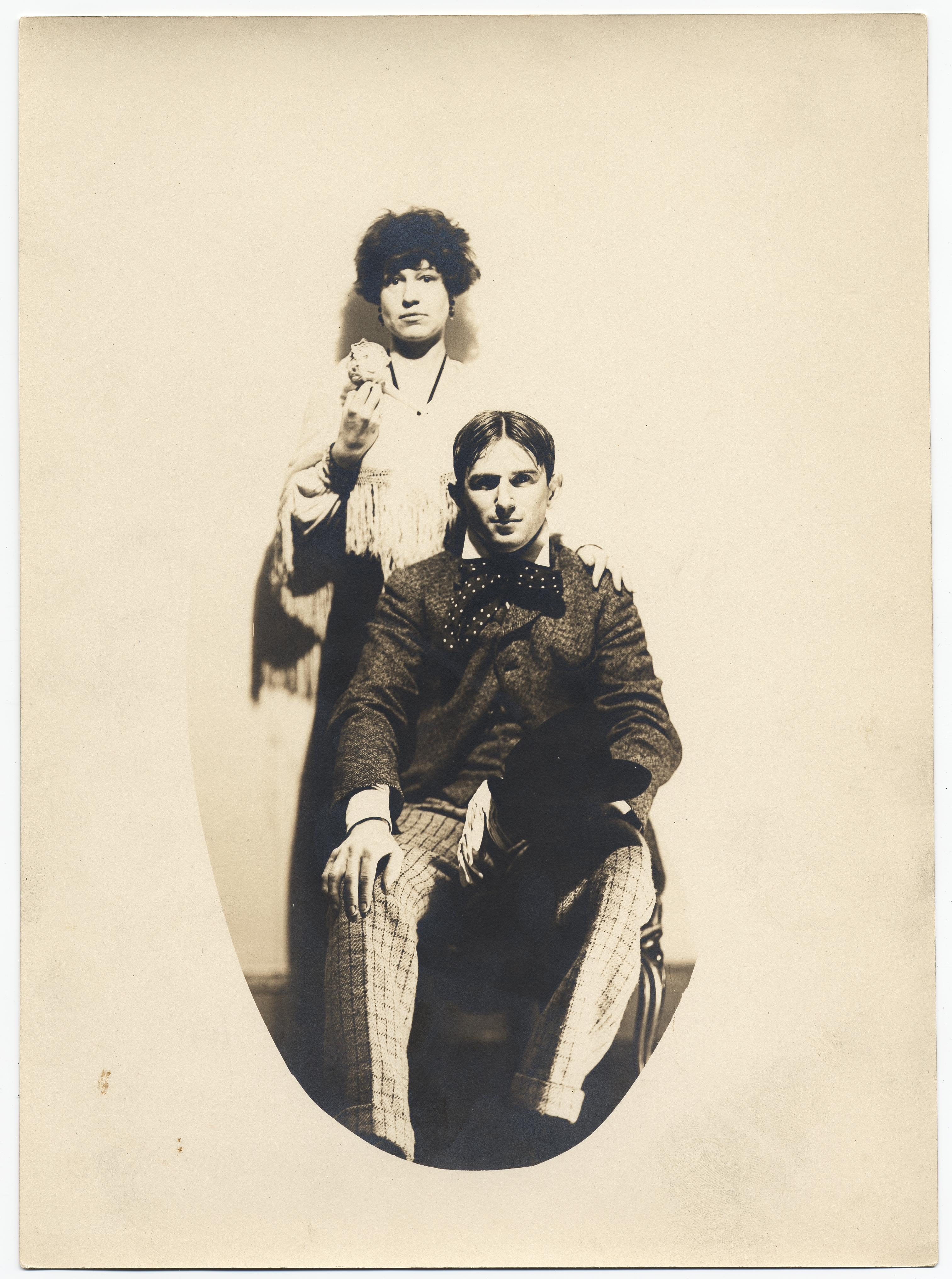
Alexander Brook und Betty Spencer fotografiert von Yasuo Kuniyoshi, ca. 1921

Alexander Brook wurde 1898 in Brooklyn geboren und wuchs in New York City auf. Im Alter von zwölf Jahren erkrankte er an Knochentuberkulose und war mehrere Jahre ans Bett gefesselt. Dadurch kam er früh zum Zeichnen. Ab 1914 studierte er an der Art Students League of New York, unter anderem bei Kenneth Hayes Miller. In den 1920er Jahren wurde er Teil der sogenannten Fourteenth Street School, einer Gruppe realistisch arbeitender Maler, die in New York tätig waren. Zeitweise arbeitete er auch als stellvertretender Direktor des Whitney Studio Club, dem Vorläufer des Whitney Museum of American Art, und war als Kunstkritiker tätig. In den 1930er Jahren erreichte er den Höhepunkt seiner Karriere, als er mehrere bedeutende Auszeichnungen erhielt. Später zog er sich nach Georgia zurück, wo er bis zu seinem Tod im Jahr 1980 lebte.

## Werk
Alexander Brook wurde vor allem für seine figurativen Gemälde bekannt, die häufig Szenen des städtischen Lebens sowie Porträts und Interieurs zeigen. Sein Stil ist vom amerikanischen Realismus geprägt und zeichnet sich durch eine Vorliebe für kräftige Farben, klare Konturen sowie eine teilweise ironische Darstellung seiner Figuren aus. Er kombinierte oft traditionelle akademische Techniken mit einem modernen Blick auf Alltagsmotive. Zu seinen bekanntesten Werken zählen Porträts von Frauen, Stillleben und Darstellungen des amerikanischen Südens aus seinen späteren Lebensjahren.